# Ecuador az 1980. évi nyári olimpiai játékokon
Ecuador a szovjetunióbeli Moszkvában megrendezett 1980. évi nyári olimpiai játékok egyik részt vevő nemzete volt. Az országot az olimpián 5 sportágban 12 sportoló képviselte, akik érmet nem szereztek.

## Atlétika
Női
| Versenyző        | Versenyszám | Előfutam         | Előfutam         | Előfutam         | Elődöntő | Elődöntő | Elődöntő | Döntő   | Döntő    |
| Versenyző        | Versenyszám | Idő              | Hely.            | Össz.            | Idő      | Hely.    | Össz.    | Idő     | Helyezés |
| ---------------- | ----------- | ---------------- | ---------------- | ---------------- | -------- | -------- | -------- | ------- | -------- |
| Nancy Vallecilla | 100 m gát   | nem állt rajthoz | nem állt rajthoz | nem állt rajthoz | kiesett  | kiesett  | kiesett  | kiesett | kiesett  |

| Versenyző        | Versenyszám | 100 m gát | 100 m gát | Súlylökés | Súlylökés | Magasugrás | Magasugrás | Távolugrás | Távolugrás | 800 m      | 800 m      | Végeredmény   | Végeredmény   |
| Versenyző        | Versenyszám | Idő       | Pont      | Eredmény  | Pont      | Eredmény   | Pont       | Eredmény   | Pont       | Idő        | Pont       | Pont          | Helyezés      |
| ---------------- | ----------- | --------- | --------- | --------- | --------- | ---------- | ---------- | ---------- | ---------- | ---------- | ---------- | ------------- | ------------- |
| Nancy Vallecilla | Ötpróba     | 14,46     | 810       | 11,12 m   | 663       | 168 cm     | 915        | 545 cm     | 782        | nem indult | nem indult | nem ért célba | nem ért célba |

## Cselgáncs
| Versenyző       | Versenyszám | Csoport | 32-es főtábla           | Nyolcaddöntő                    | Negyeddöntő       | Elődöntő          | Vigaszág negyeddöntő | Vigaszág elődöntő | Bronz- mérkőzés   | Döntő             | Helyezés |
| Versenyző       | Versenyszám | Csoport | Ellenfél Eredmény       | Ellenfél Eredmény               | Ellenfél Eredmény | Ellenfél Eredmény | Ellenfél Eredmény    | Ellenfél Eredmény | Ellenfél Eredmény | Ellenfél Eredmény | Helyezés |
| --------------- | ----------- | ------- | ----------------------- | ------------------------------- | ----------------- | ----------------- | -------------------- | ----------------- | ----------------- | ----------------- | -------- |
| Jimmy Arévalo   | Harmatsúly  | A       | Ilijan Nedkov (BUL) · V | kiesett                         | kiesett           | kiesett           |                      |                   |                   |                   | 19.      |
| Milton Estrella | Középsúly   | A       | erőnyerő                | Kósztasz Papakósztasz (CYP) · V | kiesett           | kiesett           |                      |                   |                   |                   | 13.      |

## Kerékpározás

### Pálya-kerékpározás
Sprintverseny
| Versenyző     | Versenyszám  | 1. forduló                            | 1. forduló | Vigaszág               | Vigaszág   | Döntő                  | Döntő   | 2. forduló           | 2. forduló | Vigaszág             | Vigaszág | Nyolcaddöntő           | Nyolcaddöntő | Vigaszág               | Vigaszág | Döntő                | Döntő   | Negyeddöntő          | 5–8. helyért           | 5–8. helyért | Elődöntő             | Döntő                | Helyezés    |
| Versenyző     | Versenyszám  | Ellenfelek Győztes idő                | Hely       | Ellenfelek Győztes idő | Hely       | Ellenfelek Győztes idő | Hely    | Ellenfél Győztes idő | Hely       | Ellenfél Győztes idő | Hely     | Ellenfelek Győztes idő | Hely         | Ellenfelek Győztes idő | Hely     | Ellenfél Győztes idő | Hely    | Ellenfél Győztes idő | Ellenfelek Győztes idő | Hely         | Ellenfél Győztes idő | Ellenfél Győztes idő | Helyezés    |
| ------------- | ------------ | ------------------------------------- | ---------- | ---------------------- | ---------- | ---------------------- | ------- | -------------------- | ---------- | -------------------- | -------- | ---------------------- | ------------ | ---------------------- | -------- | -------------------- | ------- | -------------------- | ---------------------- | ------------ | -------------------- | -------------------- | ----------- |
| Juan Palacios | Férfi egyéni | Ottavio Dazzan (ITA) · verseny nélkül | 2.         | nem indult             | nem indult | kiesett                | kiesett | kiesett              | kiesett    | kiesett              | kiesett  | kiesett                | kiesett      | kiesett                | kiesett  | kiesett              | kiesett | kiesett              | kiesett                | kiesett      | kiesett              | kiesett              | helyezetlen |

Időfutam
| Név              | Versenyszám  | Idő      | Helyezés |
| ---------------- | ------------ | -------- | -------- |
| Esteban Espinoza | Férfi egyéni | 1:11,419 | 16.      |

Üldözőversenyek
| Versenyző                                             | Versenyszám  | Selejtező | Selejtező | Negyeddöntő  | Negyeddöntő | Elődöntő     | Elődöntő  | Döntő        | Döntő     | Helyezés |
| Versenyző                                             | Versenyszám  | Idő       | Hely.     | Ellenfél Idő | Saját idő   | Ellenfél Idő | Saját idő | Ellenfél Idő | Saját idő | Helyezés |
| ----------------------------------------------------- | ------------ | --------- | --------- | ------------ | ----------- | ------------ | --------- | ------------ | --------- | -------- |
| Jhon Jarrín                                           | Férfi egyéni | 5:14,64   | 14.       | kiesett      | kiesett     | kiesett      | kiesett   | kiesett      | kiesett   | kiesett  |
| Esteban Espinoza Jhon Jarrín Edwin Mena Juan Palacios | Férfi csapat | 4:50,83   | 13.       | kiesett      | kiesett     | kiesett      | kiesett   | kiesett      | kiesett   | kiesett  |

## Ökölvívás
| Versenyző       | Versenyszám | Selejtező         | 32-es főtábla               | Nyolcaddöntő                 | Negyeddöntő       | Elődöntő          | Döntő             | Helyezés |
| Versenyző       | Versenyszám | Ellenfél Eredmény | Ellenfél Eredmény           | Ellenfél Eredmény            | Ellenfél Eredmény | Ellenfél Eredmény | Ellenfél Eredmény | Helyezés |
| --------------- | ----------- | ----------------- | --------------------------- | ---------------------------- | ----------------- | ----------------- | ----------------- | -------- |
| Lincoln Salcedo | Papírsúly   |                   | erőnyerő                    | Ahmed Said (ALG) · 0:5       | kiesett           | kiesett           | kiesett           | 9.       |
| Jorge Monard    | Harmatsúly  | erőnyerő          | Geraldi Issaick (TAN) · 2:3 | kiesett                      | kiesett           | kiesett           | kiesett           | 17.      |
| Luis Castillo   | Nehézsúly   |                   | erőnyerő                    | Jürgen Fanghänel (GDR) · 1:4 | kiesett           | kiesett           | kiesett           | 9.       |

## Úszás
Férfi
| Versenyző       | Versenyszám    | Előfutam | Előfutam | Előfutam | Elődöntő | Elődöntő | Elődöntő | Döntő   | Döntő    |
| Versenyző       | Versenyszám    | Idő      | Hely.    | Össz.    | Idő      | Hely.    | Össz.    | Idő     | Helyezés |
| --------------- | -------------- | -------- | -------- | -------- | -------- | -------- | -------- | ------- | -------- |
| Diego Quiroga   | 400 m gyors    | 4:05,70  | 4.       | 24.      |          |          |          | kiesett | kiesett  |
| Diego Quiroga   | 1500 m gyors   | 16:01,41 | 6.       | 16.      |          |          |          | kiesett | kiesett  |
| Enrique Ledesma | 100 m pillangó | 57,35    | 4.       | 19.      | kiesett  | kiesett  | kiesett  | kiesett | kiesett  |
| Enrique Ledesma | 200 m pillangó | 2:11,40  | 4.       | 21.      |          |          |          | kiesett | kiesett  |